# Лејк Алманор Вест (Калифорнија)
Лејк Алманор Вест (енгл. Lake Almanor West) насељено је место без административног статуса у америчкој савезној држави Калифорнија.

## Демографија
По попису из 2010. године број становника је 270, што је 59 (-17,9%) становника мање него 2000. године.
| Група             | 2000.       | 2010.       |
| Белци             | 320 (97,3%) | 250 (92,6%) |
| Афроамериканци    | 0 (0,0%)    | 1 (0,4%)    |
| Азијати           | 0 (0,0%)    | 0 (0,0%)    |
| Хиспаноамериканци | 6 (1,8%)    | 11 (4,1%)   |
| Укупно            | 329         | 270         |